# Jugend-Träume
Jugend-Träume ist ein Walzer von Johann Strauss (Sohn) (op. 12).

## Vorgeschichte
Nachdem Johann Strauss Sohn in den ersten Monaten nur im Casino Dommayer in Hietzing und in den Sträußl-Sälen in der Josephstadt aufgetreten war, erhielt er im Sommer 1845 die Möglichkeit, im Stammlokal seines Vaters, dem Sperl in der Leopoldstadt aufzutreten, eine Bewährungsprobe vor den „alten Sperlianern“, den Stammgästen des Lokals.

## Aufführung
Ganz im Stile seines Vaters arrangierte er am 5. Juli 1845 eine außerordentliche Sommernacht-Fest-Soiree, die Dekoration zeigte die imposante Aussicht von Neapel auf den Vesuv. Der extra für diese Veranstaltung komponierte Walzer waren die Jugend-Träume.

## Reaktionen
Drei Tage nach der Veranstaltung berichtete der Wanderer: „Ehevorgestern fand das Fest beim Sperl statt. Musik von Strauß-Sohn und zum ersten Male ganz neue Walzer von Strauß-Sohn! Was braucht es für die Wiener mehr, um ein Aufruf zu sein, sich in großen Mengen einzufinden? Und die Wiener kamen, hörten und applaudierten, applaudierten von Piece zu Piece, spendeten Beifall von Nummer zu Nummer. Und erst bei den neuen ,Jugend-Träumen‘! Das ist nicht mehr Beifall, das ist schon Jubel, das ist Entzückung zu nennen. Sechsmal mußten die Walzer gespielt werden und noch hatte das Publikum sie nicht satt gehört. Sind Strauß-Sohns frühere Kompositionen schon ausgezeichnet, diese Partie überbietet aber alle. Diese Kompositionen tragen den Stempel der Genialität in sich. Strauß und Lanner waren stets die heterogenen Elemente der Tanzkompositionen, hinreißende Glut und Feuer bei einem, Gemüthlichkeit, Laune und Weichheit bei dem anderen. Strauß-Sohn, als Dritter im Bunde, steht hier in der Mitte und versöhnt und vereint die beiden Elemente. Überrascht er uns anfangs durch eine feurigsprudelnde Melodie, welche die Füsse in Bewegung bringt, so legt sich uns gleich wieder eine zart schmeichelnde ans Herz, und bald hören wir ein Jubel- und bald wieder ein echt gemüthliches Lied, gerade wie der Österreicher ist, wie es seine Natur bedingt.“
Man merkte dem euphorischen Bericht an, dass dieser Walzer „einer der schönsten in diesem Genre“ ist.

## Spätere Zeit
Fast 50 Jahre später arrangierte Eduard Strauß zu Ehren seines Bruders Johann die Fantasie „Blüthenkranz Johann Strauß'scher Walzer“ und dort fanden die ersten Takte des Walzer Jugend-Träume ebenfalls ihren Platz.
Die Originalfassung des Werkes gilt als verschollen, erhalten blieb nur eine mit Sicherheit veränderte spätere Fassung für ein reduziertes Orchester.